# Martin Munkácsi
Martin Munkácsi (ur. 18 maja 1896 w Kolozsvár, Austro-Węgry, zm. 13 lipca 1963 w Nowym Jorku, USA) – węgierski fotograf i dziennikarz.

## Kariera
Munkácsi zaczął swoją pracę fotografa w lokalnej węgierskiej gazecie. Specjalizował się w zdjęciach sportowych. Na Węgrzech zrobiło się o nim głośno za sprawą zdjęcia jego autorstwa, które pozwoliło na udowodnienie winy w procesie o zabójstwo. Dzięki zdobytej popularności zdobył pierwszą pracę za granicą. w 1928 roku dołączył do redakcji Berliner Illustrierte Zeitung. Podczas tej pracy wielokrotnie portretował zwykłych mieszkańców Berlina, a także wyjeżdżał za granicę, fotografując Turcję, Egipt, Liberię czy Stany Zjednoczone. Za jego specjalność uchodziły także zdjęcia lotnicze.
W 1934 roku naziści znacjonalizowali Berliner Illustrierte Zeitung, a Munkácsi jako obcokrajowiec i Żyd stracił pracę.
W tym samym roku Munkácsi opuścił Niemcy i wyjechał do Nowego Jorku. Tam znalazł zatrudnienie w słynnym magazynie modowym Harper’s Bazaar. Podczas pracy dla tego czasopisma zrewolucjonizował fotografię modową. Jako pierwszy opuścił studio fotograficzne i robił zdjęcia modelkom na zewnątrz, na ulicy, plaży czy lotnisku. Jest też autorem pierwszych rozebranych sesji dla amerykańskiego magazynu.